# Massignano
Massignano település Olaszországban, Marche régióban, Ascoli Piceno megyében. Lakosainak száma 1602 fő (2023. január 1.). Massignano Cupra Marittima, Ripatransone, Montefiore dell'Aso és Campofilone községekkel határos.

## Népesség
A település lakossága az elmúlt években az alábbi módon változott:
| Lakosok száma | 1639 | 1640 | 1602 |
|               | 2017 | 2018 | 2023 |